# 富士通ミドルウェア
富士通ミドルウェア株式会社（ふじつうミドルウェア、英: FUJITSU MIDDLEWARE LIMITED、略称:FMW）は、富士通グループのソフトウェア販売会社である。

## 概要
1993年、富士通のソフト開発部門の販売会社として、富士通と富士通ソーシアルサイエンスラボラトリが共同で設立した。
設立当時の出資比率は、富士通70%、富士通ソーシアルサイエンスラボラトリ10%、シーイーシー20%。

## 事業内容
ハードウェアやOS、アプリケーションを結びつける「ミドルウェア」の提供、システム構築、ソリューションの提案。
- インターネットシステム・オープン系システムの構築、システム運用ソフトウェアの提案・販売・サポート・パソコン・UNIX・LINUX及びネットワーク関連ソフト・ハード・周辺機器の販売。
- SIベンダー・パッケージベンダーとアライアンスを組んでソリューション開発、ならびに提案・販売サポート。

## 沿革
- 1993年5月 - 会社設立。
- 2006年12月 - 株式買取により富士通の100%子会社となる[2]。
- 2018年5月 - 設立25周年を迎える。
- 2021年10月 - 富士通へ簡易吸収合併[3]